# Reynolds-Gletscher
Der Reynolds-Gletscher ist ein 8 km langer Gletscher im westantarktischen Marie-Byrd-Land. In den Haines Mountains der Ford Ranges fließt er in östlicher Richtung entlang der Südseite des Keyser-Nunataks und mündet in den Hammond-Gletscher.
Der United States Geological Survey kartierte ihn anhand eigener Vermessungen und Luftaufnahmen der United States Navy aus den Jahren von 1959 bis 1965. Das Advisory Committee on Antarctic Names benannte ihn 1970 nach Donald K. Reynolds (1919–1992), Ionosphärenphysiker auf der Byrd-Station von 1967 bis 1968.